# Deutsches Museum Nürnberg – Das Zukunftsmuseum
Das Deutsche Museum Nürnberg – Das Zukunftsmuseum ist eine Zweigstelle des Deutschen Museums in Nürnberg. Es befindet sich seit 2021 auf dem Areal des ehemaligen Augustinerhofs im nördlichen Altstadtviertel St. Sebald.

## Geschichte
Erste Pläne für eine Zweigstelle des in München ansässigen Deutschen Museums in Nürnberg entstanden im Jahr 2014 als Teil der Nordbayern-Initiative der Bayerischen Staatsregierung. Unter dem Motto Science or Fiction sollte die neue Ausstellung sowohl realistische Zukunftstechnologien anhand von Prototypen und Experimenten zeigen als auch Zukunftsvisionen sowie Utopien und Dystopien aus Literatur und Film vermitteln. Zwei Jahre später wurde mit dem Neubau des Augustinerhofs ein geeigneter Standort gefunden. 2018 fand die Grundsteinlegung und Ende 2019 die Übergabe der Räumlichkeiten an das Deutsche Museum statt. Am 17. September 2021 wurde das neue Museum eröffnet.

### Kritik zur Baugeschichte
Mit der Entscheidungsfindung, Standortauswahl, Mietvertrag und Finanzierung sowie der Rolle des damaligen Staatsministers der Finanzen, für Landesentwicklung und Heimat Markus Söder befasste sich ein Untersuchungsausschuss des Bayerischen Landtags. Der auf Antrag der Opposition eingesetzte Ausschuss legte im Juli 2023 seinen Schlussbericht vor.

## Ausstellung
In der in fünf Themenfelder gegliederten Ausstellung auf 2900 Quadratmetern kennzeichnen weiße Podeste und Vitrinen etablierte Produkte und Technologien, hell- und dunkelgraue weisen auf Forschungsprojekte, Zukunftsvisionen und -trends hin. Die Wände der Ausstellungsräume werden mit thematisch passenden Ausschnitten bekannter Filmproduktionen bespielt.

### Arbeit und Alltag
Der Bereich Arbeit und Alltag befasst sich mit Digitalisierung, Robotik und Künstlicher Intelligenz (KI) und deren Chancen und Risiken im Berufs- und Privatleben. Die Ausstellung demonstriert die Arbeitsweise und den Einsatz von Robotern in Industrie und Haushalt.
Am Beispiel Objekterkennung wird eine KI trainiert. Beim autonomen Fahren kann die Reaktion in Gefahrensituationen unterschiedlichen ethischen Prinzipien folgen. Auf spielerische Weise lässt sich der Turing-Test nachvollziehen. Der „Mediensturm“ soll zeigen, wie schnell sich Nachrichten im Internet verbreiten. Neben Smart Home, Wearables und Spielzeugpuppe werden Überwachung und Datenschutz thematisiert. Am schematischen Aufbau eines Quantencomputers erklärt eine Medienstation dessen Funktionsweise und Fähigkeiten.

### Körper und Geist
Im Ausstellungsbereich Körper und Geist steht der menschliche Körper im Mittelpunkt. Neben einem fiktiven Tricorder werden reale, Gesundheits- und Fitnessdaten sammelnde Anwendungen gezeigt. Eine Mitmachstation erklärt die Aufgabe der DNA in unserem Körper. Die Möglichkeiten der Gentechnik, beispielsweise der CRISPR/Cas-Methode, werfen ethische Fragen auf. Mit Bioreaktor und Bioprinter wird die Herstellung künstlicher Organe erprobt. Eine Reihe von Exponaten zeigt, wie Prothesen im Alltag helfen und Sport möglich machen. Weitere Themen sind Gehirn-Implantate, die zur Behandlung von Krankheiten wie Parkinson oder Epilepsie eingesetzt werden, und der Forschungsstand einer Gehirn-Computer-Schnittstelle.

### System Stadt
System Stadt befasst sich mit dem Leben in den Städten der Zukunft. An einem interaktiven Display lässt sich Stadtplanung unter gesellschaftlichen, ökologischen und rechtlichen Aspekten ausprobieren. Eine Bilderwand und Modelle visualisieren innovative Architekturkonzepte. Das PickUp House des Architekten Van Bo Le-Mentzel kommt mit einer Grundfläche von 2,5 Quadratmetern aus. Forschungsprojekte zeigen, wie stabile Bauten ressourcensparend errichtet werden können. Die Baubionik orientiert sich dabei an Vorbildern aus der Natur. Energie- und Mobilitätswende erfordern eine Anpassung der Infrastruktur. Als Beispiele werden intelligente Stromnetze, Parksensoren, eine Paketdrohne und das unterirdische Transportsystem CargoCap vorgestellt. Unsere Abhängigkeit von einer funktionierenden Infrastruktur veranschaulicht ein im Zeitraffer dargestellter 1000-tägiger Stromausfall. Die Mobilitätsschau thematisiert den Platzbedarf des Autoverkehrs in Innenstädten und zeigt Alternativen auf. Pop.Up NEXT wurde als autonomes Auto- oder Flugtaxi mit elektrischem Antrieb konzipiert. Weniger Platz benötigen Sharing-Konzepte, E-Bike und das Stadtfahrzeug CityQ. Im Fahrsimulator lässt sich vergleichen, wie der Mensch und eine KI auf Ereignisse im Straßenverkehr reagieren. Eine Medienstation stellt die Möglichkeiten von Wasserstoff als Energieträger dar.

### System Erde
Im System Erde geht es um den schonenden Umgang mit Ressourcen sowie Ernährung, Energie, Rohstoffe und Klimaschutz. Ein Globus über der Ausstellungsfläche macht Auswirkungen der Menschheit auf die Erde sichtbar, die von Satelliten erfasst und an einer Medienstation erklärt werden. Ein Nebelfänger zeigt, wie in trockenen Regionen Trinkwasser aus Nebel gewonnen werden kann. Smart Farming soll Landwirtschaft nachhaltiger machen, beispielsweise durch den gezielten Einsatz von Dünger oder Unkrautentfernung mit dem Feldroboter. In der Ausstellung ist eine Acrylkuppel aus dem Projekt Nemo’s Garden zu sehen, in dem im Mittelmeer der Anbau von Nutzpflanzen unter Wasser erprobt wird. Als Alternative zu fossilen Energieträgern werden Sonnenenergie, Wind- und Wasserkraft erläutert. Die ausgestellte Spule eines Stellarators ist Teil eines Kernfusionsreaktors. Der Climeworks Kollektor filtert CO2 aus der Luft, um es zu speichern oder zu verwerten. In einer Kreislaufwirtschaft werden Rohstoffe durch Wiederverwendung effizienter genutzt. Eine Projektionsinstallation beleuchtet Beispiele in unserem Müll. Auf einer animierten Karte des Mittelmeerraums wird das in den 1920er Jahren von Herman Sörgel vorgestellte Projekt „Atlantropa“ erläutert.

### Raum und Zeit
Im Bereich Raum und Zeit ist als Originalexponat eine Foton-1-Raumkapsel zu sehen, die 1985 zwölf Tage lang unbemannt die Erde umrundete. Die Ausstellung befasst sich mit den Herausforderungen eines langen Aufenthalts von Menschen außerhalb der Erde, beispielsweise in der als Modell gezeigten Forschungsstation Moon Village oder auf dem Weg zum Mars. Ein Diorama veranschaulicht die Vision einer Marsmission im Valles Marineris mit Pflanzenkuppel, Wohntürmen, Solarkraftwerk und Mars-Rover. Mit der Kommerzialisierung der Raumfahrt entstehen neue Geschäftsfelder und Anwendungen, aber auch Gefahren, wie das Beispiel Weltraumschrott zeigt. Mit einem virtuellen Weltraumteleskop lassen sich Objekte im erdnahen Weltraum erkunden. In einem elf Meter hohen Fallturm, der die drei Museumsgeschosse verbindet, können Experimente im freien Fall mit einer Hochgeschwindigkeitskamera aufgezeichnet und anschließend in Zeitlupe betrachtet werden.